# Lijst van voetbalinterlands Dominicaanse Republiek - Puerto Rico
Deze lijst van voetbalinterlands is een overzicht van alle officiële voetbalwedstrijden tussen de nationale teams van de Dominicaanse Republiek en Puerto Rico. De landen speelden tot op heden veertien keer tegen elkaar. De eerste ontmoeting, een vriendschappelijke wedstrijd, werd gespeeld in Panama-Stad op 6 maart 1970. Het laatste duel, eveneens een vriendschappelijke wedstrijd, vond plaats op 25 maart 2025 in Santiago de los Caballeros.

## Wedstrijden
| №  | Plaats                     | Datum            | Competitie                      | Wedstrijd               | Uitslag |
| -- | -------------------------- | ---------------- | ------------------------------- | ----------------------- | ------- |
| 1  | Panama-Stad                | 6 maart 1970     | Vriendschappelijk               | Dom. Rep. − Puerto Rico | 5 − 0   |
| 2  | Medellín                   | 11 juli 1978     | Vriendschappelijk               | Dom. Rep. − Puerto Rico | 0 − 0   |
| 3  | San Juan                   | 14 mei 1991      | Caribbean Cup 1991 kwalificatie | Puerto Rico − Dom. Rep. | 1 − 3   |
| 4  | Santo Domingo              | 21 maart 1992    | WK 1994 kwalificatie            | Dom. Rep. − Puerto Rico | 1 − 2   |
| 5  | San Juan                   | 28 maart 1992    | WK 1994 kwalificatie            | Puerto Rico − Dom. Rep. | 1 − 1   |
| 6  | Santo Domingo              | 23 mei 1995      | Caribbean Cup 1995 kwalificatie | Dom. Rep. − Puerto Rico | 3 − 1   |
| 7  | Port-au-Prince             | 13 maart 1998    | Caribbean Cup 1998 kwalificatie | Dom. Rep. − Puerto Rico | 3 − 1   |
| 8  | Port-au-Prince             | 21 maart 1999    | Caribbean Cup 1999 kwalificatie | Dom. Rep. − Puerto Rico | 2 − 0   |
| 9  | Bayamón                    | 27 maart 2008    | WK 2010 kwalificatie            | Puerto Rico − Dom. Rep. | 1 − 0   |
| 10 | Les Abymes                 | 27 oktober 2012  | Caribbean Cup 2012 kwalificatie | Puerto Rico − Dom. Rep. | 1 − 3   |
| 11 | Bayamón                    | 30 augustus 2016 | Vriendschappelijk               | Puerto Rico − Dom. Rep. | 0 − 1   |
| 12 | La Vega                    | 19 januari 2021  | Vriendschappelijk               | Dom. Rep. − Puerto Rico | 0 − 1   |
| 13 | Bayamón                    | 22 maart 2025    | Vriendschappelijk               | Puerto Rico − Dom. Rep. | 2 − 2   |
| 14 | Santiago de los Caballeros | 25 maart 2025    | Vriendschappelijk               | Dom. Rep. − Puerto Rico | 2 − 0   |

## Samenvatting
| Competitie                 | Totaal gespeeld | Winst Dom. Rep. | Gelijk | Winst Puerto Rico | Doelsaldo Dom. Rep. – Puerto Rico |
| -------------------------- | --------------- | --------------- | ------ | ----------------- | --------------------------------- |
| WK-kwalificatie            | 3               | 0               | 1      | 2                 | 2 − 4                             |
| Caribbean Cup-kwalificatie | 5               | 5               | 0      | 0                 | 14 − 4                            |
| Vriendschappelijk          | 6               | 3               | 2      | 1                 | 10 − 3                            |
| Totaal                     | 14              | 8               | 3      | 3                 | 26 − 11                           |

Wedstrijden bepaald door strafschoppen worden, in lijn met de FIFA, als een gelijkspel gerekend.
FEDOFUTBOL · A-internationals · Bondscoaches · Vrouwenvoetbalelftal van de Dominicaanse Republiek
1970 – 1979 ·
1980 – 1989 ·
1990 – 1999 ·
2000 – 2009 ·
2010 – 2019 ·
2020 − 2029
Amerikaanse Maagdeneilanden ·
Anguilla ·
Antigua en Barbuda ·
Aruba ·
Bahama's ·
Barbados ·
Belize ·
Bermuda ·
Britse Maagdeneilanden ·
Chili ·
Costa Rica ·
Cuba ·
Curaçao ·
Dominica ·
El Salvador ·
Guatemala ·
Guyana ·
Haïti ·
Indonesië ·
Kaaimaneilanden ·
Montserrat ·
Nederlandse Antillen ·
Nicaragua ·
Panama ·
Peru ·
Puerto Rico ·
Saint Kitts en Nevis ·
Saint Lucia ·
Saint Vincent en de Grenadines ·
Servië ·
Suriname ·
Trinidad en Tobago ·
Turks- en Caicoseilanden ·
Venezuela ·
Verenigde Arabische Emiraten
FPF · 
A-internationals · 
Puerto Ricaans vrouwenelftal
1940 · 
1941 · 
1942 · 
1943–1945 · 
1946 · 
1947 · 
1948 · 
1949 · 
1950–1958 · 
1959 · 
1960–1961 · 
1962 · 
1963 · 
1964 · 
1965 · 
1966 · 
1967 · 
1968 · 
1969 · 
1970 · 
1971 · 
1972 · 
1973 · 
1974 · 
1975 · 
1976 · 
1977 · 
1978 · 
1979 · 
1980 · 
1981 · 
1982 · 
1983 · 
1984 · 
1985 · 
1986 · 
1987 · 
1988 · 
1989–1990 · 
1991 · 
1992 · 
1993 · 
1994 · 
1995 · 
1996 · 
1997 · 
1998 · 
1999 · 
2000 · 
2001 · 
2002 · 
2003 · 
2004 · 
2005 · 
2006–2007 · 
2008 · 
2009 · 
2010 · 
2011 · 
2012 · 
2013 · 
2014 · 
2015 · 
2016 ·
2017 ·
2018 ·
2019 ·
2020 ·
Anguilla ·
Antigua en Barbuda ·
Aruba ·
Bahama's ·
Barbados ·
Belize ·
Bermuda ·
Britse Maagdeneilanden ·
Canada ·
Colombia ·
Costa Rica ·
Cuba ·
Curaçao ·
Dominicaanse Republiek ·
El Salvador ·
Grenada ·
Guatemala ·
Guyana ·
Haïti ·
Honduras ·
India ·
Indonesië ·
Jamaica ·
Kaaimaneilanden ·
Nederlandse Antillen ·
Nicaragua ·
Panama ·
Saint Kitts en Nevis ·
Saint Lucia ·
Saint Vincent en de Grenadines ·
Spanje ·
Suriname ·
Trinidad en Tobago ·
Venezuela ·
Verenigde Staten